# 불가리스쑥

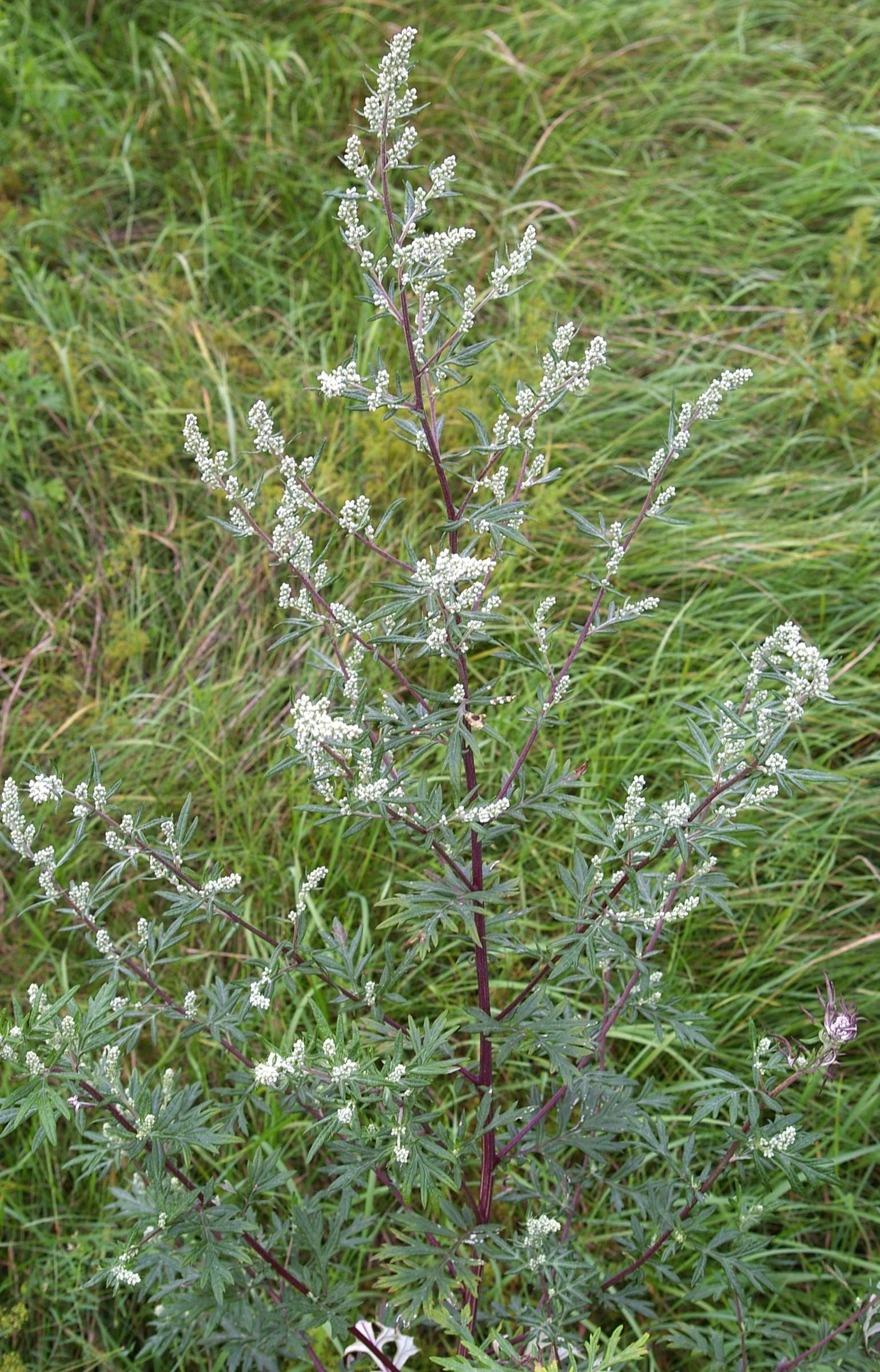

불가리스쑥(Artemisia vulgaris, common mugwort)은 국화과에 속하는 속씨식물 종이다. 쑥속에 속하는 여러 종들 가운데 하나이다. riverside wormwood, felon herb, chrysanthemum weed, wild wormwood, old Uncle Henry, sailor's tobacco, naughty man, old man, St. John's plant 등 여러 용어가 번갈아 사용된다.

## 분포
불가리스쑥은 온대 유럽, 아시아, 북아프리카, 알래스카주에서 자생하며 북아메리카로 귀화 (생물학)하였다.(일부에서는 침입종으로 간주한다)

## 내용
키가 큰 초본 여러해살이 식물이며, 1~2미터까지 자라며 드물게는 2.5미터까지 자라는 경우도 있으며 광활한 땅속줄기 체계를 갖추고 있다.